# Montserrat Ros i Ribas
Montserrat Ros i Ribas (Barcelona, 23 de setembre de 1943 - Barcelona, 6 de febrer de 2018) fou una hel·lenista, editora i traductora catalana d'obres clàssiques, gregues i llatines.
Filla del també traductor Josep Ros i Artigues, estudià Filologia Clàssica a la Universitat de Barcelona. Deixebla de Miquel Dolç i Josep Vergés pel que fa a l'edició i traducció de textos clàssics, fou primer correctora (des de 1968) i, des del 1993, membre del consell directiu (1994-2007) de la Col·lecció Fundació Bernat Metge. Per a la Bernat Metge va traduir al català les Faules d'Isop i, parcialment, la Ilíada d'Homer (els 12 primer cants, en tres volums). Posteriorment va dur a terme una segona traducció, aquesta integral, de la Ilíada (publicada pòstumament el 2019). Coneixedora de la literatura jueva, traduí del grec la novel·la egípcia del segle ii dc Josep i Àsenet per a la col·lecció de literatura intertestamentària de la Fundació Bíblica Catalana. Fou coautora, amb Joan Alberich, de l'obra La transcripció dels noms propis, grecs i llatins (1993) i participà també en la redacció del Diccionari Grec-Català.